# SHC3
SHC3‏ (SHC adaptor protein 3) هوَ بروتين يُشَفر بواسطة جين SHC3 في الإنسان.